# Куллинан
«Куллина́н», или «Звезда́ А́фрики» — самый большой и дорогой алмаз ювелирного типа в мире: его масса составляла 3106,75 карата (621,35 грамма), размеры — 100×65×50 мм. В настоящий момент существует девять его частей.

## История
Алмаз был найден 26 января 1905 года в Южной Африке в шахте «Премьер» и, вероятно, являлся осколком очень крупного октаэдрического кристалла, который обнаружен не был. Камень был назван в честь владельца рудника Томаса Куллинана.
9 ноября 1907 года правительство Колонии Трансвааль (с 1902 года после окончания англо-бурской войны — колонии Англии) преподнесло алмаз «Куллинан» английскому королю Эдуарду VII в день его рождения. Король поручил огранку знаменитой голландской фирме «I.J Asscher diamond company» (ныне «Royal Asscher Diamond Company»). Над огранкой самого крупного алмаза работал основатель компании, лучший гранильщик Европы Йозеф Ашер. Он обладал уникальным умением «открыть» камень: для этого требовалось найти на поверхности алмаза точку, пришлифовав которую, можно «заглянуть внутрь» алмаза и рассчитать один удар, который позволит разбить камень по уже имеющимся трещинам и освободить его от посторонних включений. В алмазе «Куллинан» были трещины, поэтому из него нельзя было изготовить один гигантский бриллиант. В 1908 году Ашер изучал уникальный алмаз несколько месяцев, прежде чем сделать на нём еле заметную царапину. После этого в присутствии нескольких знаменитых ювелиров в торжественной тишине Ашер приставил к царапине на алмазе стамеску и ударил по ней молотком, тут же потеряв сознание от волнения. Но расчёт оказался правильным — придя в себя, Ашер нанёс ещё несколько ударов по полученным осколкам. В результате из «Куллинана» он получил: два очень крупных монолитных блока, семь средних и около ста мельчайших осколков чистейшей воды голубовато-белого цвета.
На огранку полученных от «Куллинана» осколков ушло два года: всего было изготовлено два огромных, семь крупных и девяносто шесть мелких бриллиантов, их общая масса составила 1063,65 карата.

## Драгоценные осколки

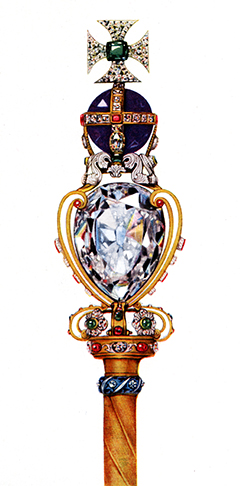
Скипетр с Куллинаном I

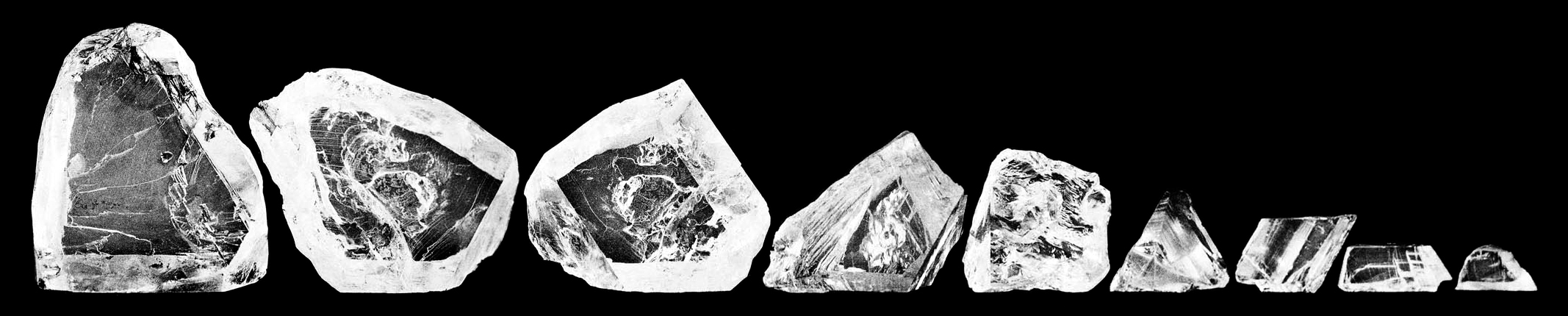
Девять самых крупных частей «Куллинана» после разделения

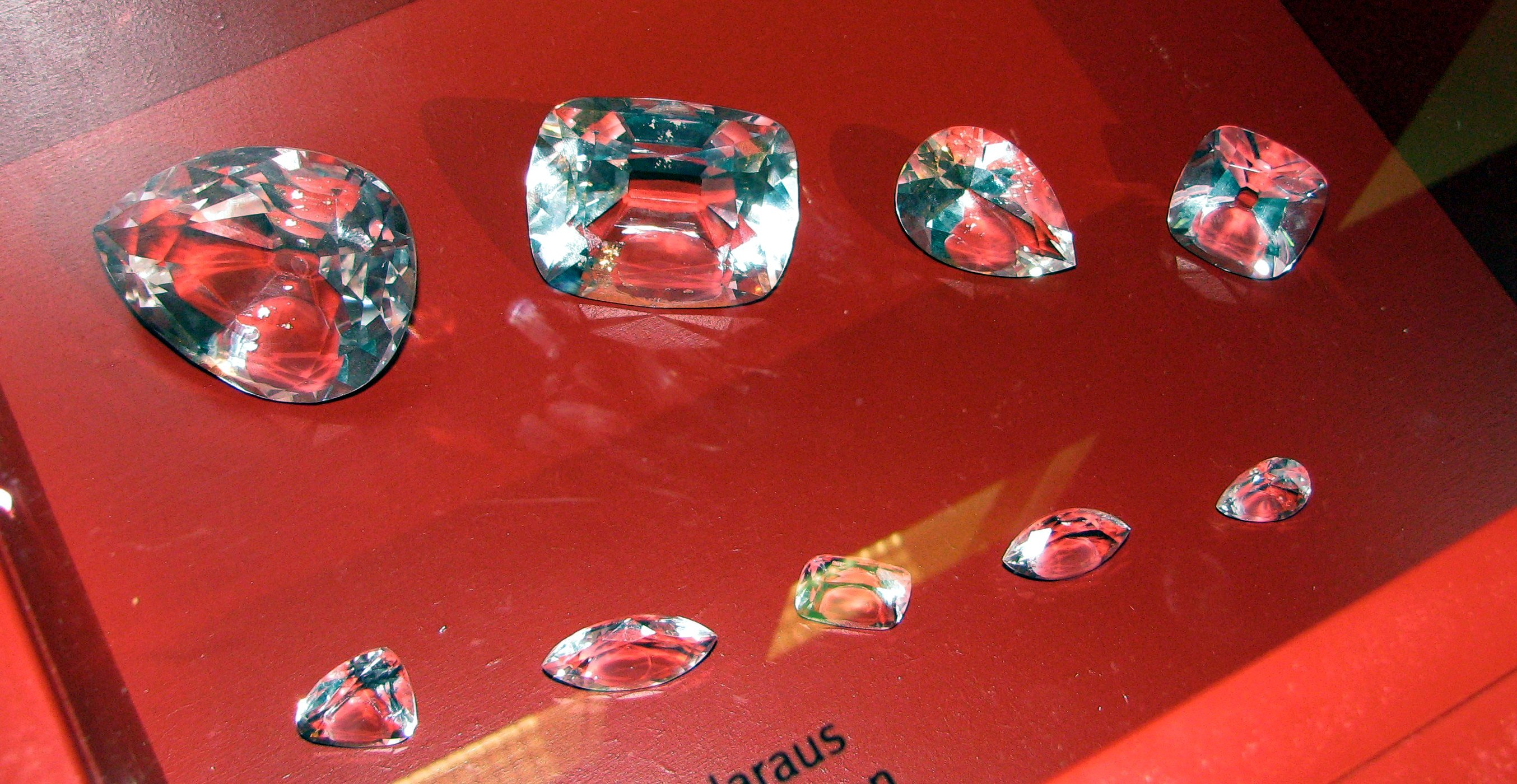
Стеклянные копии девяти бриллиантов, полученных из «Куллинана»

- «Куллинан-I», или «Большая звезда Африки» — 530,2 карата. Прозрачный, бесцветный. Имеет 74 грани. Каплевидной формы (панделок). Украшает скипетр английского короля Эдуарда VII. Был самым крупным огранённым алмазом в мире до 1990 года, когда жёлто-коричневый бриллиант весом 547,67 карата, получивший в 1995 году название «Золотой юбилей»[9], превзошёл его. Хранится в Тауэре, Лондон. Если «Куллинан I» вынуть из скипетра, то его можно носить как брошь.
- «Куллинан-II», или «Вторая звезда Африки» — 317,4 карата, располагается в короне Британской империи под рубином «Чёрный принц». Хранится в Тауэре, Лондон. Он также может быть использован в качестве броши вместе с «Куллинаном I».
- «Малые Звёзды Африки» — «Куллинан III» и «Куллинан IV». В 1910 году королева Мария, супруга Георга V, носила брошь из грушевидного бриллианта в 94,4 карата (III), подвешенного к бриллианту квадратной формы 63,6 карата (IV). Королева Мария часто надевала «Малые Звёзды Африки» как брошь на важные официальные мероприятия, включая свадьбу принцессы Елизаветы в 1947 году. «Куллинан-IV» — 63,6 карата, вставлялся в корону королевы Марии, супруги Георга V, в 1911 году. В 1959 году на выставке «Вечный алмаз» в Лондоне был представлен вправленным в брошь. Хранится в Тауэре, Лондон.
- «Куллинан V», или «Брошь сердца» — брошь в виде сердца. Камень необычной формы, в виде сердца (18,8 карата). С оправой из бриллиантов и платины он был сделан как брошь, а также использовался как съёмный центр для изумрудно-алмазного украшения для корсажа, сделанного для Дели Дурбар (ассамблеи в честь коронации британских монархов как императоров Индии) в 1911 году.
- «Куллинан VI» — бриллиант огранки «маркиз» (8,8 карата). Подарок королеве Александре в 1907 году от Эдуарда VII; после смерти мужа она передала его новой королеве Марии. Королева Мария решила изменить Ожерелье Дели Дурбар в 1912 году, добавив «Куллинан VI» как съёмный алмазный кулон.
- «Куллинан VII» и «Куллинан VIII» — броши. «Куллинан VII» (11,5 карата), подвеска с огранкой «маркиз», которую король Эдуард VII купил у Ашеров, была помещена королевой Александрой на её царственный венец. В настоящее время он подвешен к «Куллинану VIII», камню огранки «изумруд» (6,8 карата), подаренному королеве Марии в 1910 году правительством Южной Африки. Как и «Куллинан V», «Куллинан VIII» был использован как брошь, украшающая корсаж для Дели Дурбар.
- «Куллинан IX» — бриллиант грушевидной формы (4,4 карата), вставлен в кольцо[10].